# Lucilia andrewsi
Lucilia andrewsi är en tvåvingeart som beskrevs av Senior-white 1940. Lucilia andrewsi ingår i släktet Lucilia och familjen spyflugor. Inga underarter finns listade i Catalogue of Life.